# HMS Bellona (63)
«Беллона» (63) (англ. HMS Bellona (63) — військовий корабель, легкий крейсер типу «Дідо» Королівського військово-морського флоту Великої Британії за часів Другої світової війни.

## Історія створення
Легкий крейсер «Беллона» був закладений 30 листопада 1939 року на верфі компанії Fairfield Shipbuilding and Engineering Company у Говані. 29 жовтня 1943 року увійшов до складу Королівських ВМС Великої Британії. Крейсер брав активну участь у бойових діях на морі в Другій світовій війні; бився у Північній Атлантиці, у берегів Франції, Норвегії, в Арктиці.

## Конструкція
«Беллона» належав до категорії крейсерів типу «Удосконалений Дідо» або «Беллона», що мали незначні відмінності від базового проекту. Крім заміни третьої башти («Q») на третю багатоствольну зенітну установку «пом-пом», вони відрізнялися новою конструкцією ходової рубки і містка, вертикальними трубами і щоглами без нахилу. Завдяки зменшенню «верхнього» ваги, конструктори суттєво посилили захист льохів і містків додатковою 19-мм бронею. Хоча водотоннажність при цьому дещо зросла, на відміну від попередників, «Беллона» не відчував проблем з мореплавством під час служби в північних широтах.
Однак, ключовою відмінністю кораблів від вихідного проекту стало те, що головним калібром крейсеру стали вісім 133-мм гармат Mk.I у чотирьох нових двогарматних баштах RP10 Mark II. Боєзапас становив 340 пострілів на ствол, двох типів снарядів — напівбронебійні для надводних цілей та фугасні для повітряних. Ці гармати забезпечували 36,3-кг снаряду дальність стрільби до 22 000 м і досяжність по висоті 14 900 метрів. Вони мали велику швидкість наведення — по 20 °/с у вертикальній і горизонтальній площинах наведення.

## Історія служби
30 вересня 1943 року легкий крейсер «Беллона» завершив випробування та приписаний до британського флоту Метрополії. Однак, через чисельні технічні проблеми та недоліки корабель аж до січня 1944 року перебував на доробках та модернізаціях і тільки у середині січня увійшов до строю 10-ї крейсерів ескадри. Входив до 26-ї бойової групи кораблів, головним завданням якої було перехоплення ворожих надводних та підводних сил у Біскайській затоці та Ла-Манші та забезпечення охорони кораблів і суден, що наближались до Англії.
У травні 1944 року включений до складу сил, що залучались на підготовку до висадки союзних військ у Нормандії. 3 червня прибув до Солента разом з лінкорами «Невада», «Арканзас» та «Техас», що готувались у Західній оперативній групі флоту до артилерійської підтримки вторгнення.
5 червня з американським крейсером «Огаста» вийшов у море на підтримку висадки морського десанту на плацдарм «Омаха». Артилерійським вогнем прикривав дії своїх військ. 16 червня виведений з битви та прибув до Плімута на ремонт.
6 серпня 1944 року разом з есмінцями «Ашанті», «Тартар», «Хаїда» та «Ірокеу» атакували ворожий конвой поблизу Сен-Назера. У результаті швидкоплинного бою британсько-канадські кораблі потопили тральщики M263 і M486, патрульний катер V414 біля Ле-Сабль-д'Олонн та ще чотири малі човни.
Після відновлення боєздатності крейсер був направлений на північ Європи, де з 17 липня разом з лінкором «Герцог Йоркський» та крейсерами «Кент», «Девоншир» і «Джамайка» прикривали авіаносну групу з авіаносців «Формідабл», «Індіфатігебл» та «Фьюріос», що проводили чергову спробу атакувати німецький лінійний корабель «Тірпіц» у норвезькому фіорді Каафіорд.
У ніч з 12 на 13 листопада 1944 року флотське угруповання, на підставі розвідувальних даних перехоплення «Ультри», з крейсерів «Кент» та «Беллона», есмінців «Мінгз», «Верулам», «Замбезі» і «Алгонкін» здійснили атаку на німецький конвой KS 357 поблизу норвезького узбережжя між Лістерфіордом та Еґерсундом. Результатом атаки стало потоплення німецького суховантажного судна «Грейф», французького «Корноайллес», а також мінних тральщиків M 427 і M 416, мисливців за підводними човнами UJ 1221, UJ 1223 і UJ 1713.
15 грудня 1944 року крейсер «Беллона» вийшов у складі ескорту на супровід арктичного конвою JW 62 до берегів Росії.

### 1945
11 січня англійська флотилія, розділена на 3 загони відійшла до берегів Норвегії. 12 січня загін № 1 у складі крейсерів «Норфолк», «Беллона», есмінців «Онслоу», «Онслот» і «Оруелл» виявив 8 німецьких суден, які прямували до Егерсунда. Кораблі загону змогли потопити два торгових судна та тральщик M273, перш ніж потрапили під вогонь берегової артилерії і були змушені відійти. 18 січня був помічений ще один конвой, але атака на нього була безрезультатною.
З 6 по 27 лютого крейсер «Беллона» перебував у складі далекого ескорту для конвоїв JW 64 до Мурманська і зворотного RA 64.
За проявлену мужність та стійкість у боях бойовий корабель нагороджений чотирма бойовими відзнаками.